# Danmark til hverdag
|  | Denne artikel er oprettet af botten PalnaBot ud fra en ekstern database. Den kan derfor have sproglige fejl eller mangler. Denne skabelon kan fjernes efter kontrol af indholdet. |

Danmark til hverdag er en film instrueret af [[]] efter manuskript af [[]].

## Handling
»Danmark til hverdag« er en serie dokumentarfilm lavet af yngre danske instruktører på HI8. »Ka' du sige Mor«, scener fra en mødregruppe; »Et døgn med Peter«, der bor i Hvide Sande; »Tupperware«, om en ung kvinde og hendes plastiksamling; »Til min søn, Amor«, brev fra en bosnisk flygtning; »Parfumedamerne«, om de smukke sælgere i Magasin; »Om natten«, Århus by night; »Ungdomsgarantien«, fra ventesalen på de unges bistandkontor; »Bilka«, om supermarkedskultur; »Sofa Sofa«, om glæden ved at få en ny samt »Hold 3 på TV-Avisen«, reportage om et reportagehold. Indimellem er der stille stemningbilleder af danske eksteriører.